# Challenger de Manila
El Manila Challenger es un tenis torneo celebrado en Manila, Filipinas desde 2016. El evento es parte del ATP Challenger Tour y se juega al aire libre en pistas de dura.

## Resultados

### Individuales
| Año  | Campeón         | Finalista         | Resultado |
| ---- | --------------- | ----------------- | --------- |
| 2016 | Mikhail Youzhny | Marco Chiudinelli | 6–4, 6–4  |

### Dobles
| Año  | Campeones                        | Finalistas                                  | Resultado |
| ---- | -------------------------------- | ------------------------------------------- | --------- |
| 2016 | Johan Brunström Frederik Nielsen | Francis Casey Alcantara Christopher Rungkat | 6–2, 6–2  |